# Астерий
Астерий или Астерион (др.-греч. Ἀστέριον) — город в древней Фессалии, упоминаемый в каталоге кораблей в «Илиаде» Гомера как принадлежащий Еврипилу. Гомер упоминает об «Астерии и белых главах Титана» (др.-греч. Ἀστέριον Τιτάνοιό τε λευκὰ κάρηνα). Страбон поместил город в окрестностях Киерия. Стефан Византийский отмечал, что это место позднее носило название Пейресия (др.-греч. Πειρεσία), ссылаясь на «Аргонавтику» Аполлония Родосского, который описывал это место как близкое к слиянию рек Апидан (современный Фарсалитис) и Энипей.
Страбон, который поместил Титан рядом с Арне, также сообщает о его белых почвах. Аполлоний утверждал, что Пейресии находились вблизи горы Филлея. Около горы Филлея Страбон обозначил город Филл, известный своим святилищем Аполлона Филлийского. Стаций называл этот город Филли. Лексикограф Уильям Смит высказал предположение, что город Иресии, упомянутый Титом Ливием, возможно, является ложным прочтением названия Пейресия. Однако современные учёные рассматривают этот город как отличный от Пейресии и предполагают, что место должно нужно искать в Магнесии.
Под своим более поздним названием Пейресия, город был полисом (городом-государством), и чеканил серебряные монеты с надписью «ΠΕΙΡΑΣΙΕΩΝ».